# Сартак султан
Сартак султан (1615, Туркестан — 1646) — младший сын казахского хана Есима.

## Биография
Родился в семье казахского хана Есима.
Сартак-султан был полнородным братом Жанибек-хана и Джахангир-хана. По сведениям Алексея Лёвшина, у Джахангир-хана был брат по имени Сартак-султан; у него был сын, которого звали Кусрев-султан (очевидно, Хусрев-султан), а у последнего сын Кайып-хан, писавший в 1718 году к Петру Великому.
О Сартаке в истории сохранилось очень мало сведений. Известно, что в 1646 году Эрдэни-Батур совершил новый поход против Казахского ханства. Казахи потерпели поражение, а младший брат хана Жанибека — султан Сартак вместе с жёнами и слугами попал в плен. Примечательным является тот факт, что на караван хунтайджи с пленными казахами напали люди тайши Кунделина, одного из предводителей хошоутов. Тайша Кунделин попытался отбить родственника и знатного пленника султана Сыртака. Однако засада была неудачной, и тайша Кунделин, потеряв 250 человек, был вынужден отступить.